# Бени-Убейд
Бени-Убейд (араб. بني عبيد‎) — город на севере Египта, расположенный на территории мухафазы Дакахлия.

## Географическое положение
Город находится на востоке мухафазы, в восточной части дельты Нила, к западу от канала Бахр-Хадус, на расстоянии приблизительно 22 километров к востоку от Эль-Мансуры, административного центра провинции. Абсолютная высота — 7 метров над уровнем моря.

## Демография
По данным переписи 2006 года численность населения Бени-Убейда составляла 30 048 человек.
Динамика численности населения города по годам:
| 1996   | 2006   | 2018   |
| ------ | ------ | ------ |
| 26 655 | 30 048 | 42 235 |

## Транспорт
Ближайший гражданский аэропорт расположен в городе Порт-Саид.